# Ceuthorhynchus
Ceuthorhynchus är ett släkte av skalbaggar. Ceuthorhynchus ingår i familjen vivlar.

## Dottertaxa tillCeuthorhynchus, i alfabetisk ordning[1]
- Ceuthorhynchus abbreviatulus
- Ceuthorhynchus abbreviatus
- Ceuthorhynchus abruptestriatus
- Ceuthorhynchus achilleae
- Ceuthorhynchus aegrotus
- Ceuthorhynchus alboscutellatus
- Ceuthorhynchus albosetosus
- Ceuthorhynchus albosignatus
- Ceuthorhynchus albosuturalis
- Ceuthorhynchus analis
- Ceuthorhynchus angulosus
- Ceuthorhynchus angustulus
- Ceuthorhynchus apicalis
- Ceuthorhynchus arator
- Ceuthorhynchus asperulus
- Ceuthorhynchus assimilis
- Ceuthorhynchus atomus
- Ceuthorhynchus atratulus
- Ceuthorhynchus aubei
- Ceuthorhynchus aubel
- Ceuthorhynchus austerus
- Ceuthorhynchus axillaris
- Ceuthorhynchus bertrandi
- Ceuthorhynchus biguttatus
- Ceuthorhynchus biimpressus
- Ceuthorhynchus borraginis
- Ceuthorhynchus caliginosus
- Ceuthorhynchus campestris
- Ceuthorhynchus carinatus
- Ceuthorhynchus carinifrons
- Ceuthorhynchus carneus
- Ceuthorhynchus caucasicus
- Ceuthorhynchus cestrotus
- Ceuthorhynchus chrysanthemi
- Ceuthorhynchus cinereus
- Ceuthorhynchus coarctatus
- Ceuthorhynchus cochleariae
- Ceuthorhynchus coerulescens
- Ceuthorhynchus concinnus
- Ceuthorhynchus conformis
- Ceuthorhynchus conjectus
- Ceuthorhynchus constrictus
- Ceuthorhynchus contractus
- Ceuthorhynchus convexicollis
- Ceuthorhynchus corynthius
- Ceuthorhynchus crucifer
- Ceuthorhynchus cruciger
- Ceuthorhynchus cupulifer
- Ceuthorhynchus curtus
- Ceuthorhynchus cyanopterus
- Ceuthorhynchus dawsoni
- Ceuthorhynchus decoratus
- Ceuthorhynchus denticulatus
- Ceuthorhynchus depressicollis
- Ceuthorhynchus didymus
- Ceuthorhynchus dohrni
- Ceuthorhynchus dubitabilis
- Ceuthorhynchus echii
- Ceuthorhynchus effrons
- Ceuthorhynchus ericae
- Ceuthorhynchus erysimi
- Ceuthorhynchus erythrorhynchus
- Ceuthorhynchus faeculentus
- Ceuthorhynchus fallaciosus
- Ceuthorhynchus fallax
- Ceuthorhynchus fatidicus
- Ceuthorhynchus figuratus
- Ceuthorhynchus filirostris
- Ceuthorhynchus flavomarginatus
- Ceuthorhynchus floralis
- Ceuthorhynchus fossarum
- Ceuthorhynchus frontalis
- Ceuthorhynchus gallicus
- Ceuthorhynchus geranii
- Ceuthorhynchus glabrirostris
- Ceuthorhynchus glaucinus
- Ceuthorhynchus glaucus
- Ceuthorhynchus guttalis
- Ceuthorhynchus guttula
- Ceuthorhynchus hassicus
- Ceuthorhynchus hedenborgi
- Ceuthorhynchus hepaticus
- Ceuthorhynchus horridus
- Ceuthorhynchus humeralis
- Ceuthorhynchus hystrix
- Ceuthorhynchus inaequalis
- Ceuthorhynchus inaffectatus
- Ceuthorhynchus insperatus
- Ceuthorhynchus interstinctus
- Ceuthorhynchus lamii
- Ceuthorhynchus lepidus
- Ceuthorhynchus leucostigma
- Ceuthorhynchus lineatus
- Ceuthorhynchus liratus
- Ceuthorhynchus longimanus
- Ceuthorhynchus lucens
- Ceuthorhynchus lycopi
- Ceuthorhynchus melanarius
- Ceuthorhynchus melancholicus
- Ceuthorhynchus melanocyaneus
- Ceuthorhynchus melanorhynchus
- Ceuthorhynchus melanostigma
- Ceuthorhynchus mendosus
- Ceuthorhynchus minutus
- Ceuthorhynchus misellus
- Ceuthorhynchus moestus
- Ceuthorhynchus molitor
- Ceuthorhynchus monostigma
- Ceuthorhynchus murinus
- Ceuthorhynchus nanus
- Ceuthorhynchus napi
- Ceuthorhynchus nasturtii
- Ceuthorhynchus neutralis
- Ceuthorhynchus nigrirostris
- Ceuthorhynchus nodicollis
- Ceuthorhynchus notula
- Ceuthorhynchus nubeculosus
- Ceuthorhynchus nubilosus
- Ceuthorhynchus obscurecyaneus
- Ceuthorhynchus obsoletus
- Ceuthorhynchus obtusicollis
- Ceuthorhynchus occultus
- Ceuthorhynchus ornatus
- Ceuthorhynchus ovalis
- Ceuthorhynchus pallidactylus
- Ceuthorhynchus peregrinus
- Ceuthorhynchus perturbatus
- Ceuthorhynchus phaeorhynchus
- Ceuthorhynchus picitarsis
- Ceuthorhynchus pilosellus
- Ceuthorhynchus politus
- Ceuthorhynchus polliger
- Ceuthorhynchus pruni
- Ceuthorhynchus pubicollis
- Ceuthorhynchus pultiaris
- Ceuthorhynchus pultiarius
- Ceuthorhynchus pulvinatus
- Ceuthorhynchus pumilio
- Ceuthorhynchus puncticollis
- Ceuthorhynchus punctifrons
- Ceuthorhynchus punctiger
- Ceuthorhynchus punctulum
- Ceuthorhynchus pyrrhorhynchus
- Ceuthorhynchus quadrispinosus
- Ceuthorhynchus quercicola
- Ceuthorhynchus rapae
- Ceuthorhynchus resedae
- Ceuthorhynchus rhusii
- Ceuthorhynchus rinicae
- Ceuthorhynchus roberti
- Ceuthorhynchus rubescens
- Ceuthorhynchus rubicundulus
- Ceuthorhynchus rubicundus
- Ceuthorhynchus rubidus
- Ceuthorhynchus ruficrus
- Ceuthorhynchus rufitarsis
- Ceuthorhynchus rusticus
- Ceuthorhynchus sahlbergi
- Ceuthorhynchus scapularis
- Ceuthorhynchus schultzeanus
- Ceuthorhynchus scortillum
- Ceuthorhynchus scutellatus
- Ceuthorhynchus seniculus
- Ceuthorhynchus septentrionalis
- Ceuthorhynchus seriatus
- Ceuthorhynchus serratus
- Ceuthorhynchus setiferus
- Ceuthorhynchus setosus
- Ceuthorhynchus sextuberculatus
- Ceuthorhynchus sicarius
- Ceuthorhynchus signatellus
- Ceuthorhynchus signatus
- Ceuthorhynchus sii
- Ceuthorhynchus sophiae
- Ceuthorhynchus speiseri
- Ceuthorhynchus sphaerion
- Ceuthorhynchus squamiger
- Ceuthorhynchus steveni
- Ceuthorhynchus subcyaneus
- Ceuthorhynchus subglobosus
- Ceuthorhynchus subsultans
- Ceuthorhynchus sulculus
- Ceuthorhynchus suturalis
- Ceuthorhynchus suturellus
- Ceuthorhynchus t-album
- Ceuthorhynchus tarsalis
- Ceuthorhynchus terminatus
- Ceuthorhynchus tibialis
- Ceuthorhynchus topiarius
- Ceuthorhynchus triangulum
- Ceuthorhynchus trisignatus
- Ceuthorhynchus tuber
- Ceuthorhynchus typhae
- Ceuthorhynchus uliginosus
- Ceuthorhynchus umbellae
- Ceuthorhynchus uniformis
- Ceuthorhynchus uniguttatus
- Ceuthorhynchus urens
- Ceuthorhynchus uroleucus
- Ceuthorhynchus uroteucus
- Ceuthorhynchus urticae
- Ceuthorhynchus validirostris
- Ceuthorhynchus waltoni
- Ceuthorhynchus variegatus
- Ceuthorhynchus verrucatus
- Ceuthorhynchus vilis
- Ceuthorhynchus virgatus
- Ceuthorhynchus viridanus
- Ceuthorhynchus zimmermannii